# Bitva u Kúrúpedia
Bitva u Kúrúpedia (řecky Κούρου πεδίον, tj. „Kýrovo pole“) byla posledním vojenským střetnutím během válek diadochů, nástupců Alexandra Velikého. Kúrúpedion byl ve starověku název roviny nacházející se v Lýdii severně od města Magnésia nad Sipylem v dnešním západním Turecku. V roce 281 př. n. l. se zde konala bitva mezi vojsky králů Lýsimacha a Seleuka I. Lýsimachos vládl po celá desetiletí Thrákii a od bitvy u Ipsu rovněž západní části Malé Asie. Poměrně krátce před bitvou získal kontrolu nad Makedonií. Seleukova říše se rozprostírala na území Malé Asie, Sýrie, Palestiny, Mezopotámie, Persie a střední Asie. O průběhu bitvy samotné toho není příliš známo kromě skutečnosti, že se spolu oba králové utkali ve vzájemném souboji, v němž Lýsimachos Seleukovi podlehl a nedlouho nato zemřel.
Třebaže toto vítězství zajistilo Seleukovi nominální vládu nad takřka celým teritoriem kdysi podrobeným Alexandrem (s výjimkou Egypta), Seleukos se ze svého triumfu dlouho neradoval, neboť již krátce po bitvě byl úkladně zavražděn svým hostem Ptolemaiem Keraunem. Bylo příznačné pro tuto neklidnou dobu, že dva někdejší druzi a spojenci se jako staří muži střetli v boji na život a na smrt. Všichni Alexandrovi druzi (hetairoi) žili životy plné násilí a násilná byla nakonec i jejich smrt. Jediný Ptolemaios zemřel v míru v Alexandrii.